# Dent de Crolles
Der Dent de Crolles ist ein karstiger Berg (2062 m) des Chartreuse-Massivs, 20 Kilometer nordöstlich von Grenoble (Frankreich) und wurde nach dem naheliegenden Dorf Crolles benannt.
Der Berg ist ein Wanderberg und auch von Kletterern und Gleitschirmfliegern besucht. Seine markante Südostseite ragt steil über dem breiten Tal Grésivaudan auf, das Chambery mit Grenoble verbindet.
Der Zugang erfolgt üblicherweise vom Col du Coq, einer schmalen Pass-Straße mit einem Scheitel von 1434 m. Kurz darunter ist auch ein großer Wanderparkplatz. Nach dem Aufstieg zum Col des Ayes über Almwiesen führen die Wege entweder nach Nordosten um den Berg herum zum Trou de Glaz (s. u.) und über einige seilgesicherte Felsstufen zum Pas de Glaz (hier zweigt der Wanderweg GR 9 durch die Chartreuse ab). Auf der verkarsteten schrägen Hochebene zieht der Weg dann zum Gipfel. Der alternative Weg trennt sich knapp über dem Col des Ayes über geht dann nach Osten direkt zum Gipfel. Dieser Weg ist sehr steil und hat ebenfalls seilgesicherte Felsstufen. Eine weitere Alternative ist der Sangle de la Barrère, eine recht luftige Wegstrecke auf einem knappen Felsband vom Pas de Glaz nach Süden fast zum Gipfel.

## Höhlen
Im Inneren des Dent de Crolles befindet sich eines der komplexesten und weitläufigsten Höhlensysteme Europas. Die Höhle wird als ein Geburtsort der modernen Höhlenforschung bezeichnet. Die ersten genaueren Erkundungen wurden während des Zweiten Weltkrieges durch Pierre Chevalier (1905–2001), Fernand Petzl (1912–2003), Charles Petit-Didier und anderen durchgeführt. Die Forscher fanden bald heraus, dass der Dent de Crolles mit 658 m die damals tiefste bekannte Höhle der Welt besaß. Heute ist das Höhlensystem das neuntlängste in Frankreich.
Da zu dieser Zeit die Klettertechnik noch nicht weit fortgeschritten war, mussten Pierre Chevalier und seine Mitstreiter ihre eigene Ausrüstung erfinden und entwickeln. In der Geschichte des Kletterns wird der erste Gebrauch der Einseiltechnik, Prusik-Knoten und mechanischen Steigklemmen direkt mit der Erkundung der Dent-de-Crolles-Höhlen verbunden. Erwähnenswert ist hier auch der Einsatz von Henri Brenots „Affen“ (eine Kletterhilfe), Nylonseilen (seit dem Jahre 1942) und Sprengstoff (1947). Das auch auf Englisch herausgegebene Buch Pierre Chevaliers Escalades souterraines bzw. Subterranean Climbers dokumentiert die Höhlenforschung im Dent de Crolles und gilt wegen seines bescheidenen Tons noch heute als ein Standardwerk des Höhlenkletterns.
Seit 1946 wurde das Höhlensystem intensiv untersucht. Bis 2023 wurden achtzehn separate Einträge entdeckt, und 58 Kilometer Durchgänge erkundet. Die zwei bedeutendsten Eintrittspforten sind die Höhlen „Trou du glaz“ und „Guiers mort“.

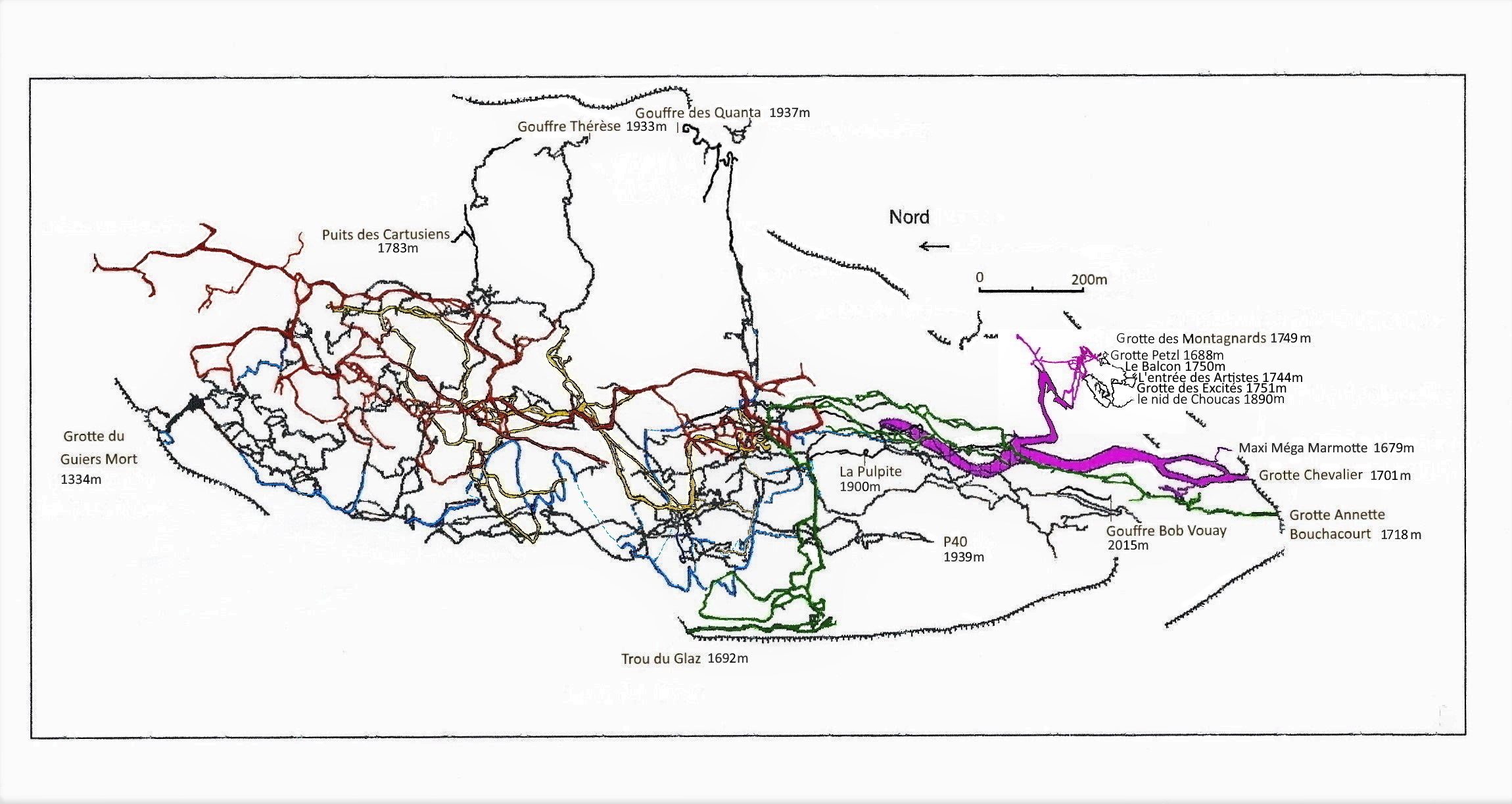
Schematischer Plan des Höhlensystems Dent de Crolles. Farben entsprechen verschiedenen Ebenen. Guiers Mort ist Stufe 0; das Blau steht für den Fluss: Stufe 0 bis 100 m; Gelb (le Métro) die Stufe mit 100 bis 140 m; Rot (le boulevard des Tritons) die Stufe mit 140 bis 200 m; Grün (Glaz-Annette) die Stufe +350 m. Der Höhenunterschied zwischen dem höchsten Einstieg, dem Abgrund Bob Vouay (2022 m N.N.), und Guiers Mort beträgt 690 Meter.